# Schlesische Friedenskirchen
Als schlesische Friedenskirchen werden drei Kirchengebäude in Głogów (Glogau), Jawor (Jauer) und Świdnica (Schweidnitz) in Schlesien bezeichnet, die die bedeutendsten evangelischen Kirchenbauten im gesamten Habsburgerreich waren. Es sind die drei einzigen evangelischen Kirchen, die im Westfälischen Frieden von 1648 nach der Rekatholisierung Schlesiens auf Drängen der schwedischen Regierung vom Habsburgerkaiser Ferdinand III. den protestantischen Schlesiern zugestanden wurden und die gottesdienstliche Versorgung großer Landstriche in einem überwiegend protestantischen Gebiet gewährleisten mussten.
Während die erste, 1648 in Glogau erbaute und 1654 nach einem Einsturz neu errichtete Friedenskirche 1758 bei einem Stadtbrand zerstört wurde, blieben die Friedenskirchen von Jauer und Schweidnitz über 350 Jahre lang erhalten und stehen seit dem Jahr 2001 auf der Welterbeliste der UNESCO. Sie sind die einzigen evangelischen Kirchenbauten, die als Einzelobjekte diesen Welterbestatus besitzen.

## Geschichte
Zu den Beschlüssen des Westfälischen Friedens im Jahr 1648 gehörte die Erlaubnis für die schlesischen Protestanten, drei „Friedenskirchen“ zu bauen, nämlich in Glogau, Schweidnitz und Jauer. Allerdings musste eine ganze Reihe von Bedingungen erfüllt werden: Steine und Ziegel waren als Baumaterial verboten, nur Holz, Lehm und Stroh durften verwendet werden. Ebenfalls nicht gestattet war, die Kirchen mit Türmen oder Glocken zu versehen. Als Standorte kamen nur Plätze außerhalb der Stadtmauern, aber in „Kanonenschussweite“ in Frage. Die Bauzeit durfte ein Jahr nicht überschreiten und die Baukosten hatte die Gemeinde zu tragen.
Die Altranstädter Konvention von 1707 brachte die Erlaubnis, Türme und Glocken hinzuzufügen. Daraufhin wurden am Anfang des 18. Jahrhunderts neben die Kirche in Schweidnitz und an die Kirche in Jauer jeweils ein Glockenturm – ebenfalls im Fachwerkstil – gebaut.

Historische Ansichten aus Friedrich Bernhard Werner: Schlesische Bethäuser (1748–1752)
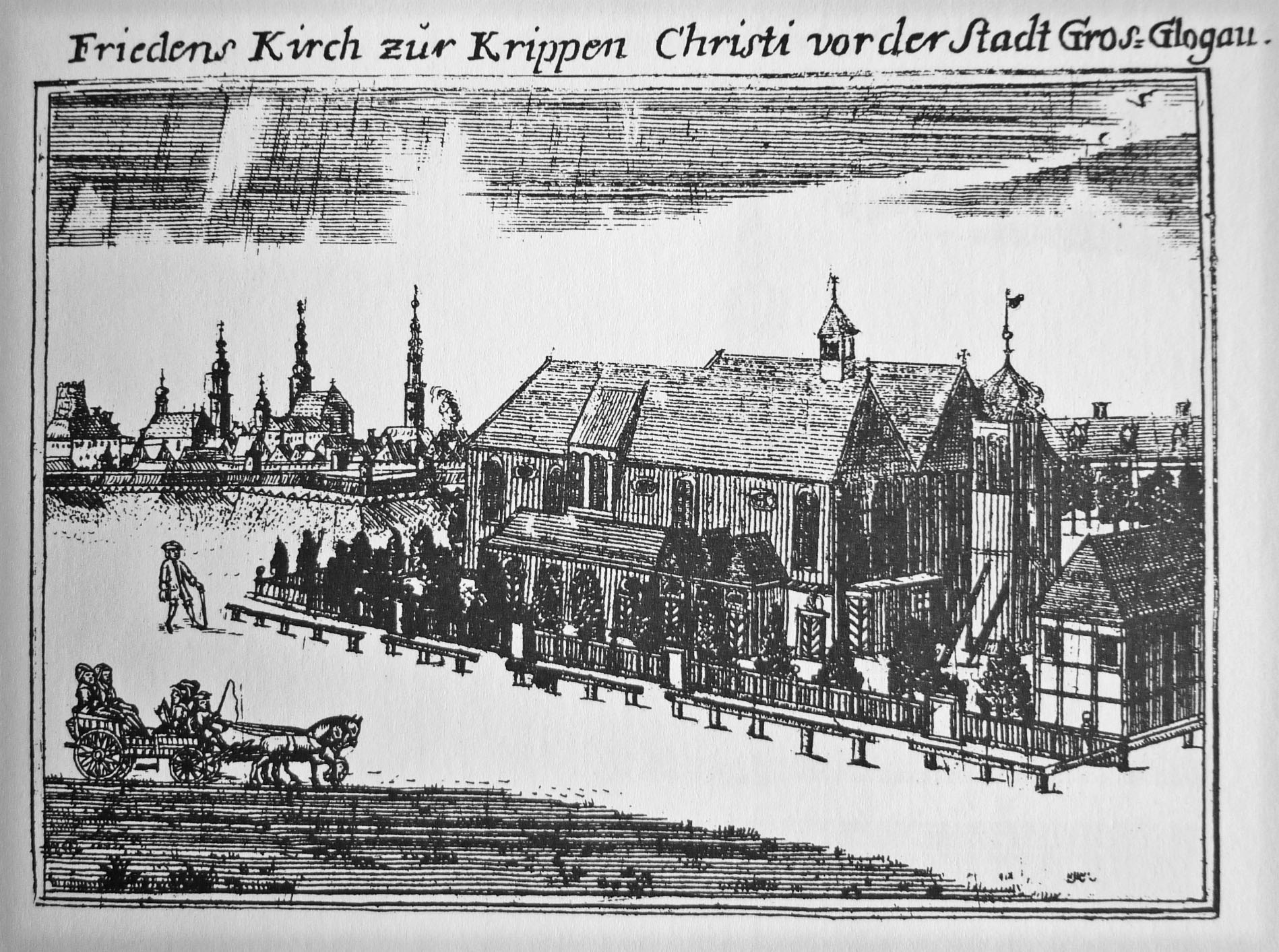
Glogau
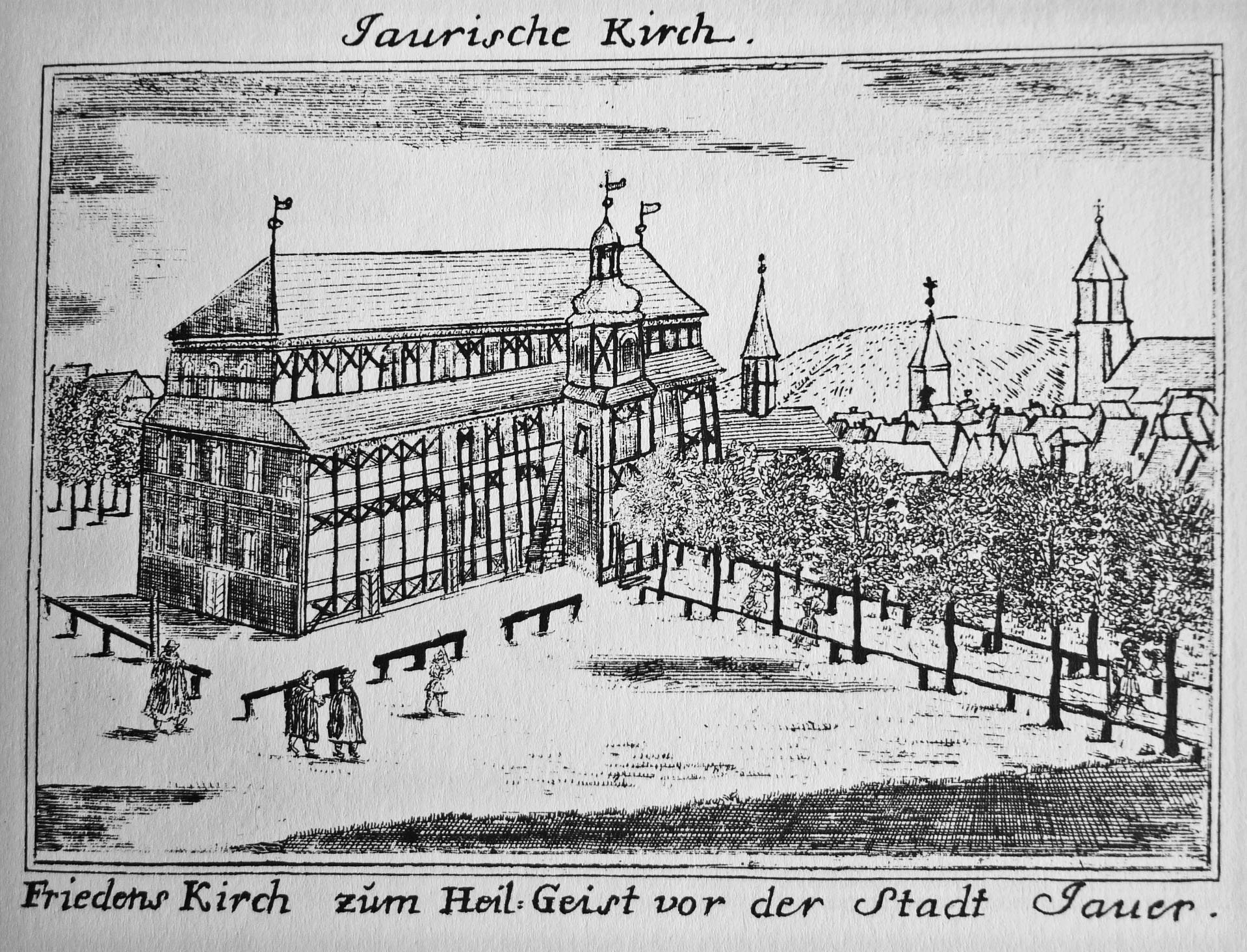
Jauer
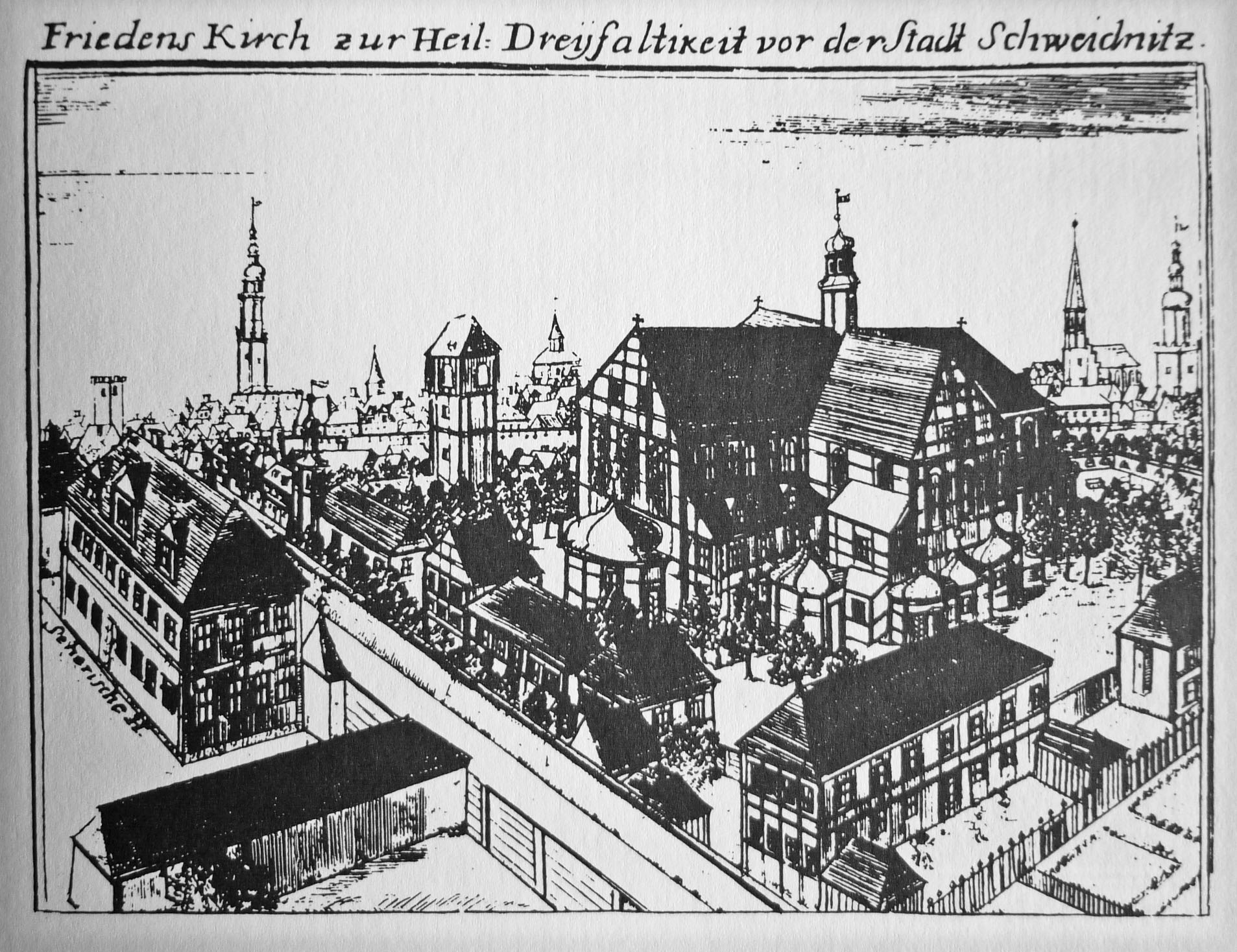
Schweidnitz

## Die einzelnen Kirchen

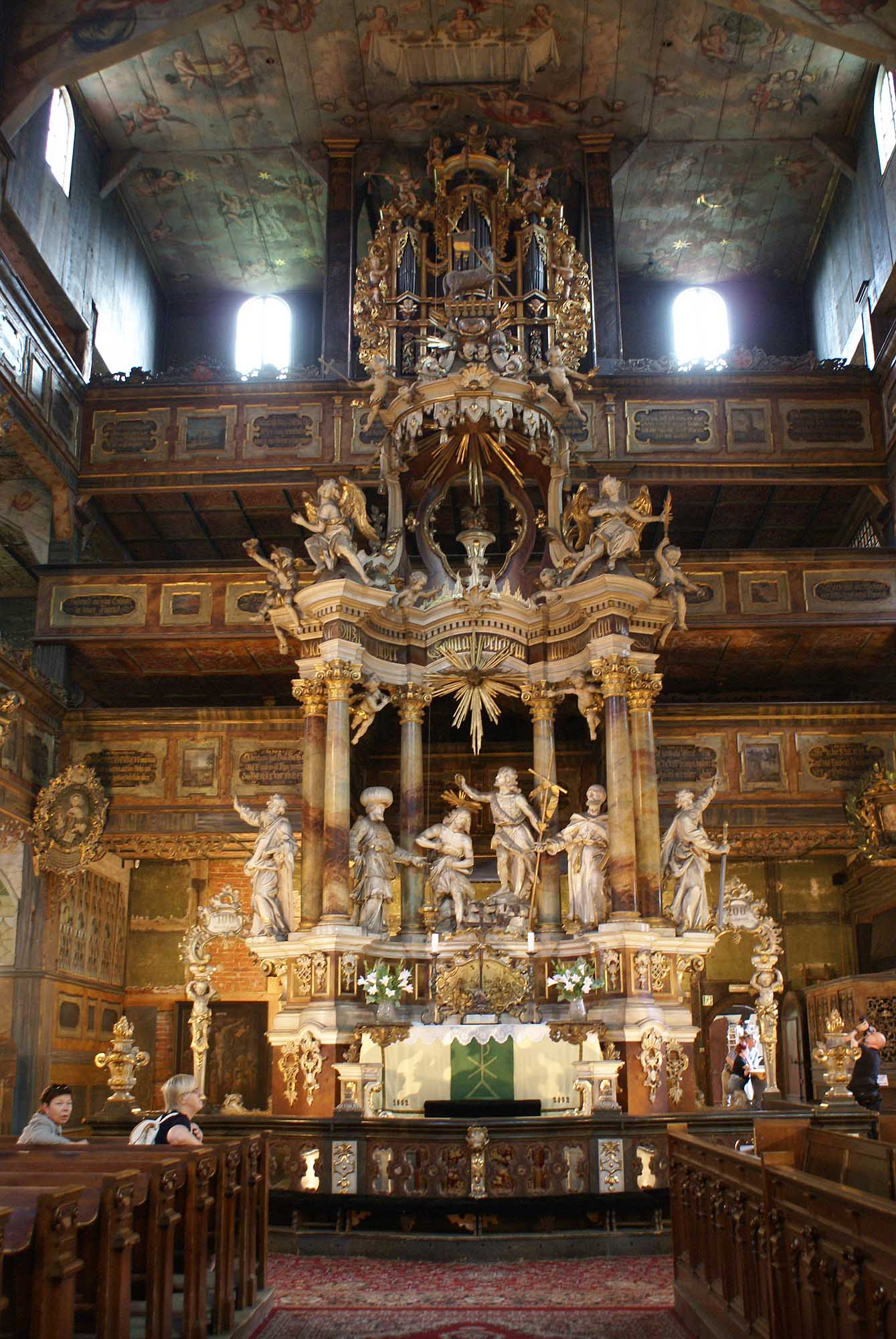
Blick auf den Altar der Friedenskirche Świdnica

### Friedenskirche in Glogau
Die Friedenskirche „Hütte Gottes“ in Glogau, erbaut 1648, wurde nach ihrem Einsturz 1654 als Kirche „Zur Krippen Christi“ neu erbaut, jedoch beim Stadtbrand von 1758 vernichtet. Auch die als Ersatz dafür innerhalb der Stadtmauern von Glogau aus Stein errichtete Nachfolgekirche „Schifflein Christi“ existiert nicht mehr, sie wurde im Zweiten Weltkrieg stark beschädigt und dann abgerissen.

### Friedenskirche in Jauer
Die Friedenskirche in Jawor/Jauer wurde 1655 unter der Leitung des Breslauer Architekten Albrecht von Saebisch (1610–1688) erbaut und bietet 5500 Personen Platz.

### Friedenskirche in Schweidnitz
Die Friedenskirche in Świdnica/Schweidnitz, erbaut 1657, fasst 7.500 Personen, sie ist die größte Fachwerkkirche in Europa. Der einheimische Zimmermann Andreas Kaemper errichtete das riesige Objekt ebenfalls nach dem Entwurf des Architekten Albrecht von Saebisch.

## Welterbe

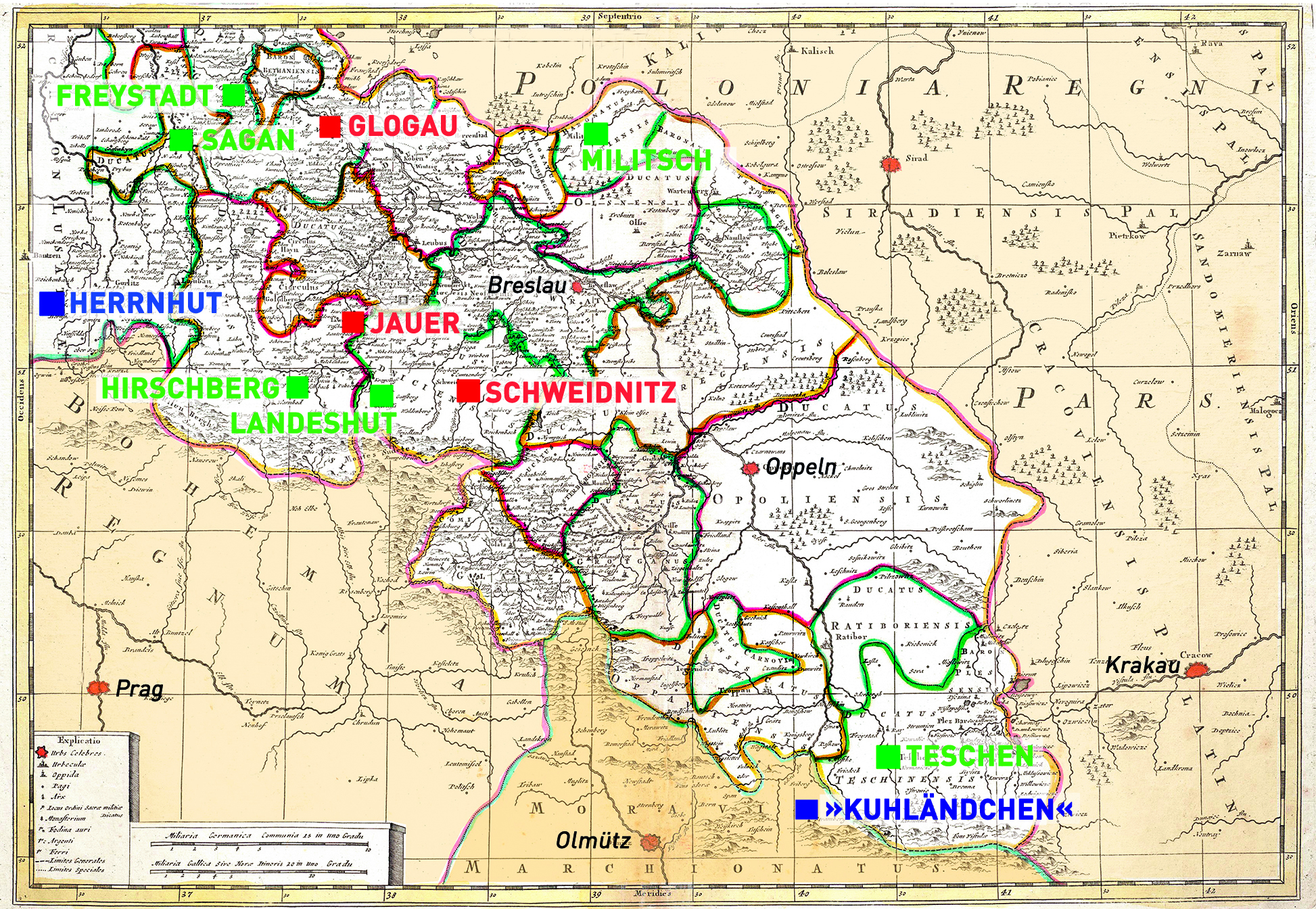
Karte Schlesien von 1710 mit den drei Friedenskirchen (rot) und sechs Gnadenkirchen (grün)

Auf seiner 14. Sitzung in Helsinki am 13. Dezember 2001 nahm das Welterbekomitee die Friedenskirchen von Schweidnitz und Jauer einstimmig in die Liste des Welterbes der Menschheit auf. Dazu heißt es zusammenfassend:

„Die Friedenskirchen sind ein einzigartiges Zeugnis des besonderen Charakters der politischen und geistigen Entwicklung in Europa. Sie beinhalten bautechnische und architektonische Lösungen, die einen gelungenen Versuch darstellen, den der Gemeinde und den Baumeistern gestellten strengen Anforderungen gerecht zu werden.
Gleichzeitig bilden sie ein architektonisches und künstlerisches Glaubenszeugnis einer Religionsgemeinschaft und sind Ausdruck ihres starken Überlebenswillens. Unter harten Bedingungen hat sich diese Gemeinschaft mit unvergleichlicher Mühe den für die Verehrung Gottes auch heute noch unverzichtbaren Raum geschaffen.“

## Weitere Fachwerkkirchen in Schlesien
Von ähnlicher Fachwerk-Bauweise wie die Friedenskirchen von Jauer und Schweidnitz sind die heute noch bestehenden Bauten
- der Gnadenkirche von Militsch (Milicz),
- der Grenzkirche von Kriegheide (Pogorzeliska) und
- der Rezesskirche von Herrnprotsch (Pracze Odrzańskie).